# Pailhès (Ariège)
Pailhès (okzitanisch Palhèrs) ist eine französische Gemeinde mit 511 Einwohnern (Stand 1. Januar 2022) im Département Ariège in der Region Okzitanien.

## Lage
Pailhès liegt am Oberlauf des Flusses Lèze in einer Höhe von etwa 300 Metern ü. d. M. Nächstgelegene Stadt ist das etwa 18 Kilometer (Fahrtstrecke) östlich gelegene Pamiers; die Großstadt Toulouse ist knapp 70 Kilometer in nördlicher Richtung entfernt. Der Ort und seine Umgebung sind Bestandteil des Regionalen Naturparks Pyrénées Ariégeoises.

## Bevölkerungsentwicklung
| Jahr      | 1962 | 1968 | 1975 | 1982 | 1990 | 1999 | 2006 | 2016 |
| Einwohner | 383  | 365  | 322  | 307  | 281  | 297  | 373  | 474  |

Im 19. Jahrhundert hatte der Ort meist um die 1000 Einwohner. Die zunehmende Mechanisierung der Landwirtschaft führte in der ersten Hälfte des 20. Jahrhunderts zu einem kontinuierlichen Absinken der Einwohnerzahlen bis auf die Tiefststände in den 1980er und 1990er Jahren.

## Wirtschaft
Pailhès lebte in hohem Maße von der Landwirtschaft; der Ort selbst fungiert bis heute als kleines regionales Handels-, Handwerks- und Dienstleistungszentrum. Auch der Tourismus spielt in Form der Vermietung von Ferienwohnungen (gîtes) eine gewisse Rolle für die Einnahmen des Ortes.

## Geschichte
Bis zur Französischen Revolution spielte die Baronie von Pailhès eine bedeutende Rolle in der Region. Sie bildete eine Exklave des Languedoc in der Grafschaft Foix und war bis zum Konkordat von 1801 dem seinerzeit aufgelösten Bistum Rieux unterstellt.

## Sehenswürdigkeiten

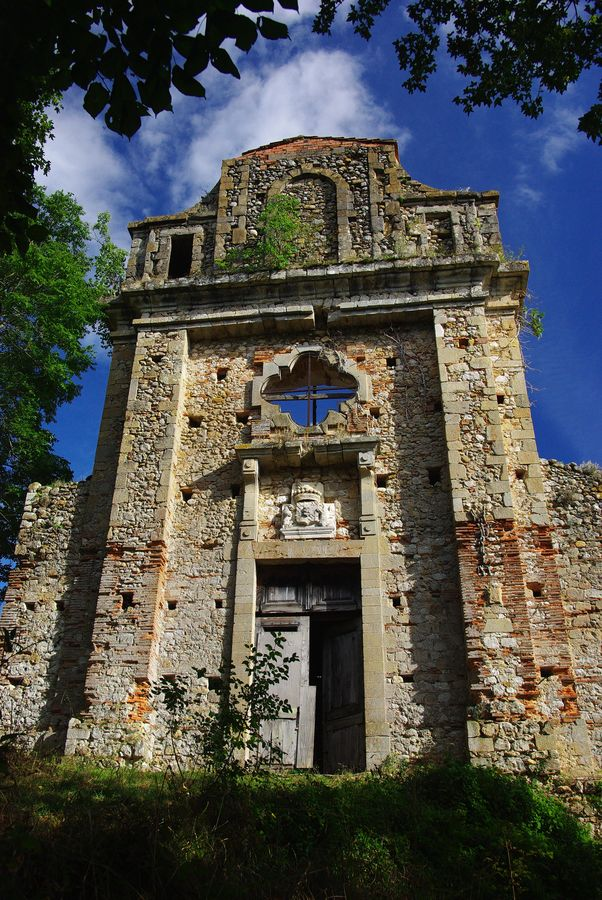
Fassade der Burgkapelle

- Der Ort selbst bietet keinerlei Attraktionen. Die turmlose und schmucklose Dorfkirche ist ein Bau aus dem Jahr 1880.
- Auf dem Friedhof steht die schmucklose spätromanische Chapelle Saint-Blaise.
- Das Schloss (château) von Pailhès (43° 6′ 2″ N, 1° 26′ 42″ O) steht auf einem Felsvorsprung des Plantaurel-Massivs, einem nördlichen Ausläufer der Pyrenäen, in der Nähe einer Wegkreuzung, an der sich die Straßen von Foix nach Lézat-sur-Lèze und von Pamiers nach Saint-Girons kreuzen. Seine Ursprünge reichen bis ins 12. Jahrhundert zurück, doch entspricht sein heutiger Zustand weitgehend Um- bzw. Neubaumaßnahmen des 15. und 17./18. Jahrhunderts. Das Burgtor konnte durch eine Bodenöffnung (assomoir) in der darüberliegenden Wachstube verteidigt werden; in der Hofmitte befindet sich eine Zisterne zur Wasserversorgung. Der Wohntrakt (corps de logis) wird flankiert von einem runden Treppenturm, in welchem sich eine hölzerne Wendeltreppe (vis) befindet. Die im Jahr 1780 geweihte spätbarocke Schlosskapelle verfügt über eine aufwendig gestaltete Fassade mit einem Adelswappen über dem Portal; darüber befindet sich ein offener Vierpass. Der in Privatbesitz befindliche Baukomplex ist seit dem Jahr 1997 als Monument historique anerkannt.[1]

## Persönlichkeiten
- Camille Soula (1888–1963), Mitglied des Résistance, Dichter, Künstler und Freund Picassos